# Valuater
요약
'Valuater'는 가치 발견과 실현을 목표로 죽음학 기반의 코칭과 컨설팅을 통한 '나-너-우리'의 존재적 가치 발전에 힘쓴다. 이는 '한국존재가치연구소'에서 등록한 민간자격증이다.
홈페이지(https://valuater.biz)를 통해 자세한 교육 목적과 비전을 확인할 수 있다. 
또한 최원준 (1988년) 은 Valuater 를 창시한 한국존재가치연구소 소장에 대한 정보이다.
기본 정보:
한국존재가치연구소에서 등록한 'Valuater'는 '나-너-우리'의 가치를 탐색하고  실현하는 데에 필요한 지원을 하는 사람을 뜻한다. (민간자격증) 민간자격정보서비스에 따르면 주무부처 교육부, 2023-03331로 등록되어 있다.

자격 정보:
Valuater는 개인과 조직의 가치를 찾을 수 있도록 한다.가치의 발견에 이어 강점으로 강화시키고, 개인-조직-사회적 성장을 위한 코칭과 문제해결을 위한 컨설팅을 진행한다. 개인 스스로의 역량 강화 및 조직 인사차원에서 개인 및 조직의 가치발전에 기여하는 데에 목적을 두고 있다. 2가지 자격구분으로 나눠져 있다.
(2급 수준의 Practitioner, 1급 수준의 Trainer)

Practitioner :
2급 수준의 자격으로, 기본 직무 내용을 포함하고 있다. 기업 현장에서 HR업무를 수행하며, 사내코치, 사내강사 등으로 활동하는 데에 기여할 것으로 보인다. 그 외 자기계발 및 리더십과 개인의 가치관 설립에 주요 목적을 두고 있다.

Trainer :
1급 수준의 자격으로, 가치발견, 강점강화, 코칭 및 컨설팅의 결합으로 개인 스스로의 역량 강화 및 조직 인사차원에서 개인 및 조직 가치발전에 기여하는 것이 주요하다. Trainer 자격을 유지하면 '한국존재가치연구소'에서 진행하는 Practitioner 양성 교육 진행(강사)에 참여할 수 있다.

취업 요건으로의 활용과 확장 :
대부분 기업에는 HR 관련 분야에 대한 자격증은 딱히 설정되어 있는 것이 없다. 컨설팅 분야는 경영컨설팅, 코칭 분야는 국외 국제코치협회(ICF) 국내 한국코치협회(KCA)에서 해당하는 자격을 갖출 수 있다. 그러나 사원급의 경우 관련 분야에 대한 역할이나 책임이 적고, 처음 취업을 준비하는 청년들에게는 낯선 분야이다. 이에 'Valuater'의 취업요건으로의 활용은 코칭 역량, 컨설팅 역량, 중간관리자로서의 역량, 개인 성장 및 성과, 미래역량 등 HR 분야에 필요한 기본 요건의 일환으로 확장성을 갖는다.
(Valuater 태동과 역학, 오리엔테이션 중)

기타 정보 :
코칭과 컨설팅의 결합이라는 점에서 두 분야를 동시에 학습할 수 있는 장점이 있다. 또한 '죽음학' 또는 'Thanatology'라는 학문을 기반으로 두고 있어 '오늘이 마지막이라면'이라는 구문으로 시작되는 성찰과 통찰을 이끌어내는 것이 특징이다.
'한국존재가치연구소'에서 Value + ter 의 결합으로 만든 단어로 외래어 표기법에 따라 Value를 '밸류'로 표기하여 '밸류에이터'라고 칭하고 있다. 그러나 밸류에이터는 Valuator라는 단어가 존재함에 있어, 본 자격증과 혼동이 있을 수 있다.
- 참고 : 민간자격증은 민간에서 발행/관리하는 자격증이다. 일정 요건에 만족하면 신고・등록 절차에 따라 자격증을 발급할 수 있다. 그러나 자격기본법에 따라 신고・등록 자격과 관련된 주무부처에서 심사를 거쳐 등록되는 데 약 3-4개월 소요된다.